# Alphonse Asselbergs

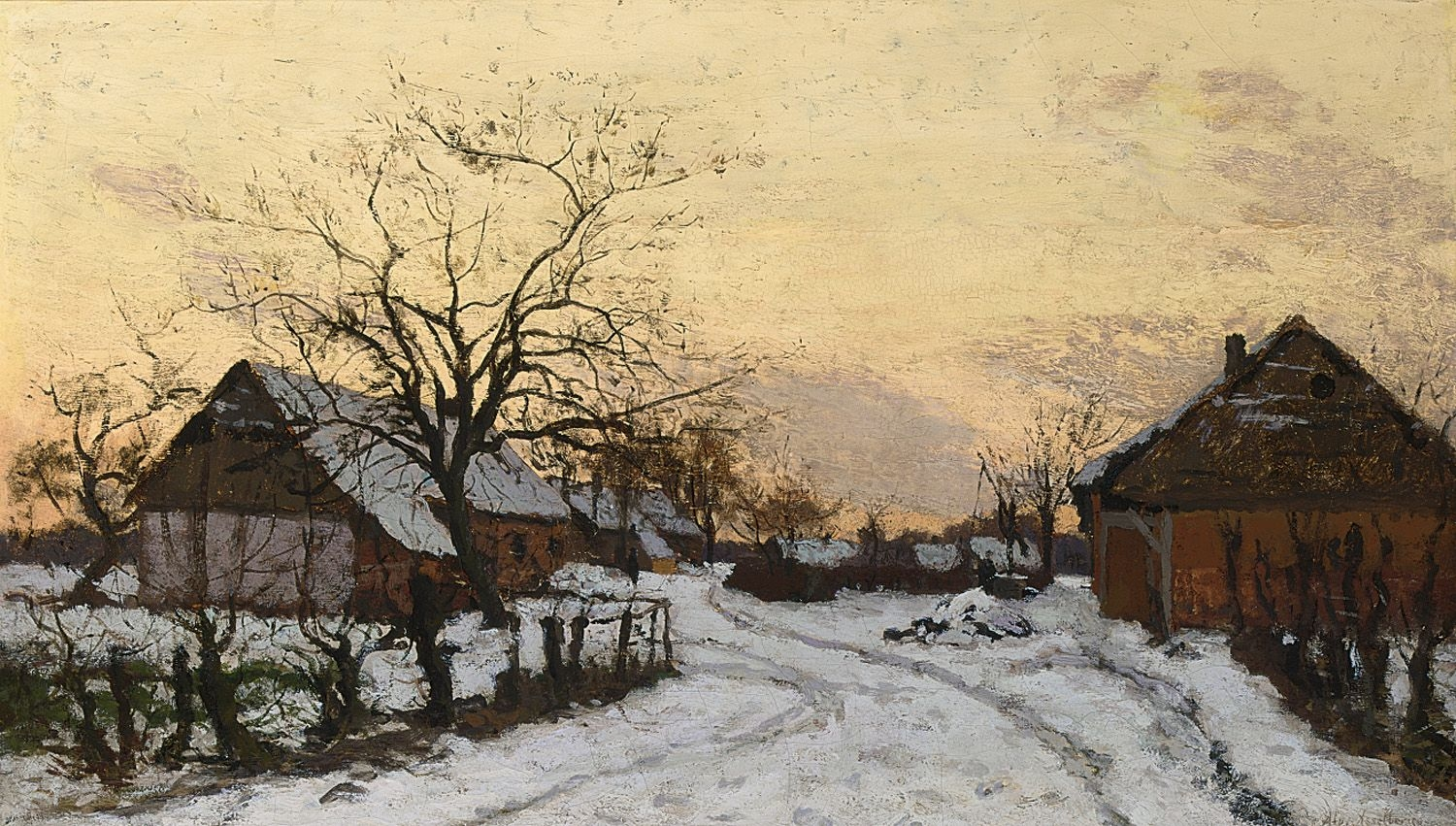
Bauernhäuser im Schnee

Alphonse Asselbergs (* 19. Juni 1839 in Brüssel; † 10. April 1916 in Uccle) war ein belgischer Landschaftsmaler.
Sein Vater Henri Asselbergs betrieb in Brüssel einen Papierhandel und war Mitglied der Freimaurerloge. Alphonse und sein Bruder Emile gingen im örtlichen Athenäum zur Schule. Mit zwanzig Jahren begann er in der Firma seines Vaters zu arbeiten.
Er hatte 1860 den Landschaftsmaler Edouard Huberti (1818–1880) getroffen, 1861 begann er als Autodidakt zu malen. Seine Ausbildung erhielt er von Huberti ab August 1863. Im Sommer 1866 ging er mit Huberti in die Künstlerkolonie Anseremme, einer Vorstadt von Dinant.
Endlich entschloss sich Asselbergs sich dem Beruf eines Kunstmalers zu widmen. Das Familienunternehmen wurde 1866 geschlossen und am 6. September 1867 schloss er sich den Malern in Tervuren an. Er mietete ein einfaches Zimmer in der Künstlerherberge „In den Vos“. Er blieb bis Ende 1871 regelmäßig in Tervuren. Er freundete sich mit Hippolyte Boulenger, Joseph-Théodore Coosemans und vielen anderen Malern von der Künstlerkolonie in Tervuren an, dem belgischen Gegenstück zur Barbizon-Schule.
Er war 1868 Mitbegründer des Brüsseler Künstlerkreises „Société Libre des Beaux-Arts“, einer Vereinigung, die sich dem Akademismus widersetzte. Er nahm am Brüsseler Salon von 1869 teil.
Asselbergs verließ Tervuren im Oktober 1871 und besuchte Théodore T'Scharner in Eisden bei Maasmechelen. Zusammen mit ihm reiste er nach Kinrooi und Genk und besuchte später mehrmals diese Ortschaften. Ab 1872 blieb er vier Monate in einer kleinen Hütte in Kinrooi. In dieser Zeit unternahm er regelmäßig kurze Reisen nach Genk.
Im Zeitraum von Oktober 1873 bis Juni 1874 blieb er bei Arthur Bouvier in Algerien. Nach seiner Rückkehr aus Algerien hielt er sich im Winter 1874–1875 in Genk auf. Zusammen mit Joseph-Théodore Coosemans unternahm er 1875 eine Studienreise in den Wald von Fontainebleau. Er verbrachte zwei Jahre in der Künstlerkolonie Barbizon, kehrte im Frühjahr 1877 nach Belgien zurück. Er lebte in Uccle, hielt sich aber auch regelmäßig in Kinrooi und Genk, in den Ardennen und in Koksijde an der belgischen Küste auf. Er unternahm kurze Reisen ins Ausland: die Vogesen, Nizza und San Remo an der italienischen Riviera.
1880 nahm er mit vier Gemälden an der Ausstellung „Historischer Überblick über belgische Kunst“ teil. Er stellte auch mehrmals im Pariser Salon aus und nahm 1910 an der Weltausstellung in Brüssel teil.
Er wurde 1881 und 1896 zum Offizier des Leopoldsordens ernannt.